# Demirköy, Lalapaşa
Demirköy là một xã thuộc huyện Lalapaşa, tỉnh Edirne, Thổ Nhĩ Kỳ. Dân số thời điểm năm 2011 là 327 người.